# Список керівників держав 1464 року
Список керівників держав 1464 року — це перелік правителів країн світу 1464 року.
Список керівників держав 1463 року — 1464 рік — Список керівників держав 1465 року — Список керівників держав за роками

## Європа
- Англія
  - Король Англії — Едуард IV (1461—1470)
- Балканський півострів
  - Герцогство Архіпелагу — Джакомо III (1463—1480)
  - Дукаджині (князівство) — Лека Дукаджині (1436—1481)
  - Епірський деспотат — Леонардо III Токко (1448—1479)
  - Зета (держава) — Стефан I Црноєвич (1456? — 1465)
  - Пфальцграфство Кефалонії та Закінфу — Леонардо III (1448—1479)
  - Кіпрське королівство — Яків II (1463—1473)
  - Крк (князівство)
  - Князівство Кастріоті — Скандербег (1451—1468)
  - Герцогство Святого Сави — правитель Стефан Вукчич Косача (1435—1466)
- Балтія
  - Велике князівство Литовське — Казимир IV Ягеллончик (1440—1492)
  - Дерптське єпископство — Гельміх Маллінкродт (1459—1468)
  - Езель-Вікське єпископство — Йодок Генштайн (1458—1469/1471)
  - Курляндське єпископство — Пауль ІІ Айнвальд (1456/1457-1473)
  - Лівонський орден — ландмейстер — Йоганн фон Менгден (1450—1469)
  - Ризьке архієпископство — Сільвестр Стодевешер (1448—1479)
  - Держава Тевтонського ордену — великий магістр Людвіг фон Ерліхсгаузен (1450—1467)
- Білорусь
  - Кобринське князівство — Іван Семенович (1455—1491)
- Князь Новгородський — Василь Васильович Гребенка-Шуйський (1455/1456-1470)
- Ірландія
  - Айргіалла — Фейдлімід мак Бріайн (1453—1466)
  - Десмонд — Домналл ан Дана Мак Карті (1428—1469)
  - Тір Еогайн — Ейнрі мак Еогайн (1455—1483)
  - Томонд — король Тадг ан Хомайд О'Бріан (1459—1466)
- Італія
  - Венеційська республіка — дож Крістофоро Моро (1462—1471)
  - Графство Гвасталла — Гвідо Галеотто Тореллі і Франческо Марія Тореллі (1460—1480)
  - Мантуанське герцогство — маркіз Лудовіко III Гонзага (1444—1478)
  - Міланське герцогство — Франческо Сфорца (1450—1466)
  - Мірандола (герцогство) (Ducato della Mirandola) — Джанфранческо I Піко (1458? — 1467)
  - Герцогство Модени і Реджо — Борсо д'Есте (1452—1471)
  - Маркграфство Монферрат — Джованні IV (1445—1464); Гульєльмо VIII (1464—1483)
  - Неаполітанське королівство — Фердинанд I (1458—1494)
  - Салуццо (маркграфство) — Лодовіко I (1416—1475)
  - Сардинське королівство — Хуан II (1458—1479)
  - Королівство Сицилія — Хуан II (1458—1479)
  - Сора (герцогство) — до 1472 — в складі Папської держави
  - Князівство Таранто — Ізабелла (1463—1465)
  - Принц-єпископство Тренто — Георг Хак фон Темесвальд (1446—1465)
  - Урбіно (герцогство) — Федеріко да Монтефельтро (1444—1482)
  - Феррарська сеньйорія — Борсо д'Есте (1450—1471)
  - Маркграфство Фінале — Джованні I дель Карретто (1450—1468)
- Кавказ
  - Грузинське царство — Георгій VIII (1446—1466)
  - Абхазьке князівство — Рабія Шервашидзе (1451—1465)
  - Гурійське князівство — Маміа II Гурієлі (1450—1469)
  - Самцхе-Саатабаго — Кваркваре II Джакелі (1452—1498)
    - Арагві (еріставство) — Нугзар I (1440—1465)
- Німеччина
  - Герцогство Австрія — Сигізмунд (1439—1490)
  - Князівство Ангальт — Ангальт-Бернбург — Бернгард VI (1420—1468); Ангальт-Цербст (князівство) — Георг I (1423? — 1474); Ангальт-Дессау — Георг I (1417—1474; з двома братами); Ангальт-Кетен — Адольф I (1423—1473)
  - Ансбах (князівство) — Альбрехт III Ахілл (1440—1486)
  - Баварсько-Мюнхенське герцогство — Сигізмунд (1460—1467)
  - Баденське маркграфство — Карл I (1454—1475)
  - Байройт (князівство) — Альбрехт III Ахілл (1440—1486)
  - Берг (герцогство) — Герхард II (1437—1475)
  - Берхтесгаден (пробство) — Бернхард ІІІ Лейпрехтінґер (1446—1473)
  - Маркграфство Бранденбург — курфюрст Фрідріх II (1440—1470)
  - Герцогство Брауншвейг-Люнебург — Бернгард ІІ (1457—1464); Оттон V (1464—1471)
  - Принц-єпископство Бріксен — Микола Кузанський (1450—1464); Франческо Гонзага (1464—1466)
  - Вадуц (графство) — Вольфхарт II (1456—1477)
  - Графство Вюртемберг — граф — Ебергард I (1459—1495)
  - Вюрцбург (принц-єпископство) — Іоанн III фон Грумбах (1455—1466)
  - Гессен (ландграфство) — Людвіг II (1458—1471)
  - Гессен-Марбург — Генріх III (1458—1483)
  - Геттінген (князівство) — Вільгельм I (1463—1482)
  - Принц-єпископство Гільдесгайм — Ернст I фон Шауенбург (1458—1471)
  - Гольштейн-Піннеберг — Отто II (1426—1464); Адольф X (1464—1474)
  - Гоя (графство) (Grafschaft Hoya) — Гойя-Гойя — Отто VII (1451—1497); Гойя-Ніенбург — Йоганн V (1426—1466)
  - Архієпископ Зальцбургу — Буркхард фон Вайспріах (1461—1466)
  - Зіммерн-Цвайбрюккен — пфальцграф Людвіг I Пфальц-Цвейбрюккенський (1459—1489)
  - Каммін (єпископство) — Хеннінг (1446—1469)
  - Герцогство Каринтія — Фрідріх III (1424—1493)
  - Кельнське курфюрство — Рупрехт Віттельсбах-Пфальц (1463—1475)
  - Кенігсегг (Königsegg) — Марквард (? — 1470)
  - Клеве (герцогство) — Йоганн I (1448—1481)
  - Констанц (князівство-єпископство) — Буркхард II фон Рандеґ (1462—1466)
  - Курпфальц — Фрідріх I (1449/1451-1476)
  - Ландсгут-Баварське герцогство — Людвіг IX (1450—1479)
  - Ліппе-Детмольд — Бернард VII (1429—1511)
  - Любекське князівство-єпископство — Арнольд Вестфаль (1449/1450-1466)
  - Архієпископ Майнца Адольф II фон Нассау (1461—1475)
  - Марк (графство) — Йоганн I (1448—1481)
  - Мекленбург-Шверін — Генріх IV (1422—1477)
  - Мекленбург-Штаргард — Генріх Худий (1423—1466)
  - Нассау-Саарбрюккен — граф Йоганн II (1429—1472)
  - Графство Ольденбург — Герхард (1448—1482)
  - Падерборнське князівство-єпископство — Симон II цур Ліппе (1463—1498)
  - Герцогство Померанія — Слупське князівство — Ерік II Померанський (1459—1474); князь Поморсько-Вольгастський Ерік II (1457—1474)
  - Равенсберг (графство) — Герхард VII (1437? — 1475)
  - графство Рітберг — Конрад V (1428—1472)
  - Саксен-Лауенбург — Йоганн V (1463—1507)
  - граф Тиролю — Сигізмунд (1439—1490)
  - Фельденц (графство) — Людвіг I Пфальц-Цвейбрюккенський (1459—1489)
  - Хахберг-Заузенберг — Рудольф IV (1441—1487)
  - Герцогство Штирія — Фрідріх III (1424—1493)
  - Юліх-Берг — герцог Герхард VII (1437? — 1475)
- Піренейський півострів
  - Королівство Арагон — Хуан II (1458—1479)
  - Королівство Португалія — король Афонсу V (1438—1481)
  - Королівство Наварра — Бланка ΙΙ (1461—1464); Елеонора Ι (1464—1479)
  - Гранадський емірат — Саїд аль-Мустаїн (1462—1464); Абу'л-Гасан Алі (1464—1482)
- Польща — Казимир IV Ягеллончик (1447—1492)
  - Бжезьке князівство — Микола I Опольський (1450—1476)
  - Битомське князівство — Конрад IX Чорний (1459—1471)
  - Варшавське князівство (середньовічне) — Конрад III Рудий з 3 братами (1454—1471)
  - Глубчицьке князівство — Ян III Благочестивий (1445/1449 — 1482/1485)
  - Герцогство Заган — володіння 4 братів — до 1472
  - Заторське князівство — Вацлав I Заторський (1445—1468)
  - Зембицьке князівство — Вікторин з Подебрад і 2 брати (1462—1472)
  - Козленське князівство — Конрад IX Чорний (1450—1471)
  - Любінське князівство — Генрік IX Глогувський (1446—1467)
  - Немодлінське князівство — Микола I Опольський (1460—1476)
  - Олесницьке князівство — Конрад X Білий (з братом; 1450—1471)
  - Опавське князівство — Їржі з Подєбрад (1456—1465)
  - Рибницьке князівство — Вацлав III (1454—1474)
  - Сцинавське князівство — Пшемислав II Цешинський (1460—1476)
  - Легницьке князівство — Фрідріх I Легницький (1454—1488)
  - Опольське князівство — Микола I Опольський (1437—1476)
  - Померанія-Щецін — Оттон III (1451—1464); Ерік II (1464—1474)
  - Тешинське герцогство — Вацлав I Цешинський (самостійно; 1442—1468)
  - Тошецьке князівство — Пшемислав Тошецький (1445—1484)
  - Хойнувське князівство — Фрідріх I Легницький (1453—1488)
  - Черське князівство — Конрад III Рудий з 3 братами (1454—1471)
- Білозерське князівство — Михайло Андрійович (1432–1485)
- Касимовське ханство — Касим (1452—1469)
- Велике князівство Московське — Іван III Васильович (1462—1505)
- Велике князівство Пермське — Михайло (1451—1481)
- Ростовське князівство — Володимир Андрійович та Іван Іванович Довгий (1437? — 1474)
- Велике князівство Рязанське — Василь Іванович (1457—1483)
- Велике князівство Тверське — Михайло Борисович (1461—1485)
- Углицьке князівство — князь-московський намісник Андрій Васильович Большой (Горяй) (1462—1492)
- Казанське ханство — Махмуд (1445—1465)
- Холмське князівство (уділ Тверського) — Михайло Дмитрович (1456—1486)
- Румунія; Молдова
  - Волощина — господар Раду III Вродливий (1462—1473)
  - Молдавське князівство — Штефан III (1457—1504)
- Скандинавія
  - король Данії — Кристіан I (1448—1481)
  - Король Норвегії Кристіан I (1450—1481)
  - Швеція — Кристіан I (1457—1464); Карл VIII Кнутссон (1464—1465)
- Угорське князівство — король Матвій Корвін (1458—1490)
- Україна —
  - Намісник Київський — Семен Олелькович (1454—1470)
  - Дубровицьке князівство — Гольшанський Іван Юрійович (1457—1481)
  - Сіверське князівство — Іван Дмитрович Шем'якін (1454 — після 1471)
  - Кримське ханство — Хаджі I Ґерай (1456—1466)
  - Список консулів Генуезької Ґазарії — Бальдассаре Дорія (1463—1464); Грегоріо де Реца (1464—1465)
  - Феодоро — Кейхі-бей ? (1460—1465)
- Королівство Франція — Людовик XI Розсудливий (1461—1483)
  - пфальцграф Бургундії — Філіпп III (1419—1467)
  - Герцогство Бар — Рене I Анжуйський (1430—1480)
  - Брабант (герцогство) — Філіпп III (1430—1467)
  - Графство Булонь — Бертран VI де Ла Тур-д'Овернь (1461—1477)
  - Бретонське герцогство — Франциск II (1458—1488)
  - Бурбон (герцогство) — Жан II (145—1488)
  - Гельдерн (графство) — Арнольд Егмонт (1423—1465)
  - Голландія — Філіпп III (1433—1467)
  - Ено (графство) — Філіпп III (1432—1467)
  - Графство Ла Марш — Жак III (1463—1477)
  - Люксембург (герцогство) — Філіпп III (1451—1467)
  - Льєзьке єпископство — Луї де Бурбон (1455/1456-1482)
  - Мен (графство) — Карл IV дю Мен (1434—1472)
  - Монбельяр (графство) — Ебергард I (1457—1473)
  - Монако — Ламберт (1458—1494)
  - Оранж (князівство) — Гільйом VII де Шалон-Арле (1463—1475)
  - Савойське герцогство — Людовик I (1434—1465)
  - Фландрія — Філіпп II (1419—1467)
  - Графство Фуа — Гастон IV де Фуа (1436—1472)
- Король Богемії (Чехія) — Їржі з Подєбрад (1458—1471)
  - Крновське князівство — Ян IV Крновський (1452—1474)
- Шотландія
  - Король Шотландії — Яків III (1460—1488)
- Святий Престол; Папська держава — папа римський — Пій II (1458—1464); Павло II (1464—1471)
- Вселенський патріарх — Йоасаф I Константинопольський (між 1462 і 1465)

## Азія
- Близький Схід
  - Мамелюцький султанат — Хушкадам аз-Загір (1461—1467)
  - Алайє (бейлик) (Alâiye Beyliği) — Килич-Арслан (1455—1471)
  - Дулкадір (бейлик) — Мелік Арслан-бей (1454—1465)
  - Рамазаногуллари — Омер (між 1457 і 1480)
  - Караманіди — Ісхак Караманід (1463—1464); Пір Ахмет (1464—1468)
  - Османська імперія — Мехмед II Фатіх (1451—1481)
  - Джабридський емірат — Заміл ібн Хусейн (1417—1463)
  - Шаріфат Мекки — Аль-Аділ Мухаммад (1455—1497)
  - Тахіриди (Ємен) — аль-Малік аль-Муджахид Шамс ад-Дін Алі ібн Тахір (1460—1478)
- Персія; Середня Азія
  - Ак-Коюнлу — Узун-Хасан (1458—1478)
  - Кара-Коюнлу — Джаханшах (1436? — 1467)
  - Держава Ширваншахів — Халілулла I (1417—1465)
  - емір Хорасану Султан Абу-Саїд (1458—1469)
  - Ханство Абулхаїра — Шейх-Хайдар (1459—1471)
- Індія і Шрі-Ланка
  - Ахом — Сусенфаа (1439—1488)
  - Бахмані — Мухаммад-шах III Бахмані (1463—1482)
  - Бенгальський султанат — Рукн ад-дін Барбак-шах (1459—1474)
  - Віджаянагарська імперія — Маллікарджуна (1446/1452-1465)
  - Гаджапатське царство — Капілендра Дева (1434—1467)
  - Гархвал (держава) — Сахадж Пал (1437—1473)
  - Гуджаратський султанат — Махмуд-шах I Бегара (1458—1511)
  - Делійський султанат — Бахлул Хан Лоді (1451—1489)
  - Джайпур (князівство) — Чандрасена (1453—1502)
  - Джайсалмер (князівство) — Девідас Сінгх (1457—1497)
  - Джаунпурський султанат — Хусейн-шах (1458—1479)
  - Джодхпур (князівство) — Джодха (1438?—1489)
  - Кашмірський султанат — Зайн аль-Абідін (1420—1470)
  - Майсур (князівство) — Тіммараджа Водеяр I (1429—1478)
  - Малавський султанат — Махмуд Шах I (1436—1469)
  - Династія Малла — Джаяякш'ямалла (1428—1482)
  - Мевар (князівство) — Кумбха (1433—1468)
  - Мустанг (королівство) — Амгон Ценпо (1440—1470)
  - Хандеський султанат — Міран Аділ-хан II (1457—1503)
  - Джафна (держава) — Бхуванікабаху VI (1450—1467)
  - Котте (королівство) — Паракрамабаху VI (1412—1467)
  - Династія Самма — Джам Нізамуддін II (1461—1508)
- Індонезія; Південно-Східна Азія
  - Аюттхая (королівство) — Боромотрайлоканат (1448—1488)
  - Брунейська імперія — Сулейман (1432—1485)
  - Гантаваді — Шінсобу (1454—1471)
  - Династія Ле — Ле Тхань Тонг (1459/1460-1497)
  - Ланна (держава) — Тілокарат (1441—1487)
  - Лансанг — Кхам Кеут (1436—1468)
  - Пагаруюнг — Панджанг Рамбут (1440—1470)
  - Маджапагіт — Бравіджайя III (1456—1466)
  - Муанг Мао — Тоханбва (1461—1480)
  - Могн'їн (князівство) — Хсо Хонг Хпа (1461—1480)
  - Ава (М'янма) — Нарапаті I (1442—1468)
  - Малаккський султанат — Мансур Шах — (1459–1477)
  - М'яу-У — Ба Сопхью (1459—1482)
  - Чампа — до 1471 дані непевні
  - Сунда — Ніскала Васту Канчана (Niskala Wastu Kancana; між 1371 і 1475)
  - Кедах (султанат) — Атаулла Мухаммад Шах I (1423—1473)
  - Пасай — Ахмад II (1462—1464); Абу Зейд Ахмад III (1464—1466)
  - Султанат Сулу — Саїд Хашем Абубакр (1450—1480)
  - Тернатський султанат — султан Мархум (1432—1486)
  - Тідорський султанат — Джамалуддін (1450—1512)
- Кхмерська імперія — Норей Раматуппдей (1463—1468)
- Накхонситхаммарат (держава) — Шрі Махарача II (? — ?)
- Китай; Монголія
  - Золота Орда — Махмуд (1459—1465)
  - Тибет — десі (регент-володар) — Кюнга Лекпа (1448—1481)
  - Династія Мін — Чжу Цічжень (1457—1464); Чжу Цзяньшень (1464—1487)
  - Династія Північна Юань — Махагургіс-хан (1455—1465)
- Окінава; Королівство Рюкю — Сьо Току (1460—1469)
- Корея
  - Чосон — Седжо (1455—1468)
- Середня Азія і Сибір
  - Ханство Абулхаїра — Ядгар-хан (1458—1469)
  - Дербен-Ойрат — Уч-Темур (1455—1478)
  - Мавераннахр — Султан Абу-Саїд (1451—1469)
  - Марашіян — Абдаллах ібн Абд аль-Карім (1461—1468)
  - Міхрабаніди — Нізам ад-Дін Ях'я (1438/1439-1480)
  - Ногайська орда — Хорезмі-бей (1447—1473)
  - Тюменське ханство — Абулхайр-хан (1429—1468) і Махмутек (1459—1464/1465)
- Японія — Імператор Ґо-Ханадзоно (1428—1464); Імператор Ґо-Цутімікадо (1464—1500)

## Африка
- Адал — Мухаммад ібн Бадлай (1445—1472)
- Аллада (держава) — Дассу (1458—1470)
- Бамум (держава) — мфон Монжу (1461—1498)
- Борну — Осман IV (1463—1473)
- Буганда — Кіггала (1435—1465)
- Варсангалі (султанат) — гараад Мохамуд II (1450—1479)
- Імперія Волоф — Н'Дайлен Мбей Лейті (1450—1465)
- Імператор Ефіопії — Зара Якоб (1434—1468)
- Заяніди — Абу Абдаллах III (1462—1470)
- Кілва (султанат) — аль-Гасан ібн Ісмаїл (1455—1465)
- Королівство Конго — Нкуву-а-Нтіну (1450—1470)
- Імперія Малі — Улі II (1440—1480/1481)
- Мариніди — Абд аль-Хакк II (1420—1465)
- Мономотапа — мвене-мутапа Н'янхехве Матопе (1450—1480)
- Нрі — Езе Нрі Омалонесо (1390—1464)
- Мамелюцький султанат — Хушкадам аз-Загір (1461—1467)
- Імперія Сонгаї — Сонні Алі (1464? — 1492)
- Хафсіди — Абу Умар Усман I (1435—1488)

## Південна Америка
- Інки — Інка Пачакутек (1438—1471)
- Тескоко (держава) — Несауалькойотль (1418—1472; з перервами)

## Північна Америка
- Маяпанська ліга — Кокоми; Ши-Ооль Коком (1441—1468)
- Імперія Пурепеча — Циципандакуаре (1455—1475)
- Ацтекський потрійний союз — Монтесума I (1440—1469)
- Тлакопан — Чімальпопока (1460—1480)
- Тлателолько — Мокіуіштлі (1460—1473)
- Тутуль Шіу — Ах-Шупан (між 1441 і 1485)